# Nobita (album)
Nobita (大雄) là một album nhạc pop tiếng Quảng Đông của ca sĩ Cổ Cự Cơ, được ra mắt vào ngày 31 tháng 7 năm 2004. Nobita là nhân vật chính trong bộ truyên tranh Nhật Bản Doraemon. Bài hát Nobita (大雄) và Love and Honesty (愛與誠) của Cổ Cự Cơ đã nhận được nhiều giải thưởng trong năm 2005.

## Các bài hát
1. Nobita (大雄)
2. Love and Honesty (愛與誠)
3. 美雪, 美雪
4. 傷追人
5. Touch
6. The Biggest Comist Chaos (史上最強漫畫王大亂鬥)
7. 小流氓
8. 飄流教室
9. I'm Cat (我是貓) - Garfield Movie Theme Song (加菲貓電影主題曲)
10. Iron Man (鐵男)
11. Nobita [Happy Ending](大雄)